# Candor Mensa
La Candor Mensa è una struttura geologica della superficie di Marte.